# It Happened at the World's Fair (album)
It Happened at the World's Fair è il 13° album in studio di Elvis Presley, pubblicato nel 1963 negli Stati Uniti, contenente la colonna sonora del film Bionde, rosse, brune..., da lui interpretato.

## Produzione
Il disco venne registrato presso gli studi Radio Recorders di Hollywood, California, il 30 agosto e il 22 settembre 1962.
Inizialmente fissate per il 28 e 29 agosto, le sessioni furono posticipate perché Presley era malato, e solo due canzoni vennero completate in maniera soddisfacente la prima serata in studio il 30 agosto, e quindi ne venne fissata una suppletiva il 22 settembre. Furono registrati dieci brani per la colonna sonora del film, due dei quali opera di uno dei compositori preferiti da Presley, Don Robertson, che prese parte attivamente alle sedute di registrazione suonando il pianoforte, e uno dal team di scrittori che aveva composto il singolo di successo Return to Sender l'anno precedente, Otis Blackwell e Winfield Scott.
Le canzoni One Broken Heart for Sale e They Remind Me Too Much of You furono pubblicate come singolo il 29 gennaio per promuovere contemporaneamente il disco della colonna sonora e il film. Broken Heart fallì di poco l'entrata nella top ten, raggiungendo la posizione numero 11 nella classifica Billboard Hot 100, mentre la b-side non andò oltre il 53º posto. Tronacato di una intera strofa, e così ridotto ad una lunghezza di appena 1 minuto e 45 secondi, Broken Heart fu il primo singolo di Elvis targato RCA a non entrare almeno nei primi cinque posti in classifica.

## Accoglienza
Il disco raggiunse la posizione numero 4 della classifica Billboard 200 negli Stati Uniti.

## Tracce

### Lato 1
| Traccia | Registrazione | N° Catal. | Data    | Pos. Clas. | Titolo                         | Autore                                 | Durata |
| ------- | ------------- | --------- | ------- | ---------- | ------------------------------ | -------------------------------------- | ------ |
| 1.      | 9/22/62       |           |         |            | Beyond the Bend                | Fred Wise, Ben Weisman, Dolores Fuller | 1:50   |
| 2.      | 8/30/62       |           |         |            | Relax                          | Sid Tepper e Roy C. Bennett            | 2:19   |
| 3.      | 9/22/62       |           |         |            | Take Me to the Fair            | Sid Tepper e Roy C. Bennett            | 1:34   |
| 4.      | 9/22/62       | 47-8134b  | 1/29/63 | numero 53  | They Remind Me Too Much of You | Don Robertson                          | 2:30   |
| 5.      | 9/22/62       | 47-8134   | 1/29/63 | numero 11  | One Broken Heart for Sale      | Otis Blackwell e Winfield Scott        | 1:45   |

### Lato 2
| Traccia | Registrazione | Titolo                      | Autore                                 | Durata |
| ------- | ------------- | --------------------------- | -------------------------------------- | ------ |
| 1.      | 9/22/62       | I'm Falling in Love Tonight | Don Robertson                          | 1:39   |
| 2.      | 9/22/62       | Cotton Candy Land           | Ruth Bachelor e Bob Roberts            | 1:33   |
| 3.      | 9/22/62       | World of Our Own            | Bill Giant, Bernie Baum, Florence Kaye | 2:14   |
| 4.      | 9/22/62       | How Would You Like to Be    | Ben Raleigh, Mark Barkan               | 3:26   |
| 5.      | 8/30/62       | Happy Ending                | Ben Weisman e Sid Wayne                | 2:08   |

### Ristampa del 2003 (serieFollow that Dream)
1. Beyond the Bend - 1:50
2. Relax - 2:21
3. Take Me to the Fair - 1:34
4. They Remind Me Too Much of You - 2:31
5. One Broken Heart for Sale - 1:38
6. I'm Falling in Love Tonight - 1:40
7. Cotton Candy Land - 1:36
8. A World of Our Own - 2:14
9. How Would You Like to Be - 3:27
10. Happy Ending - 2:09
11. One Broken Heart for Sale (takes 2,3,1) - 4:12
12. They Remind Me Too Much of You (take 1) - 2:34
13. I'm Falling In Love Tonight (take 1,4) - 3:16
14. Beyond The Bend (take 1,2) - 3:32
15. Cotton Candy Land (take 1,2,4) - 2:35
16. How Would You Like To Be (take 2) - 3:33
17. They Remind Me Too Much of You (take 4) - 2:30
18. Beyond the Bend (take 3) - 1:58
19. Take Me to the Fair (takes 4,5,6,7) - 3:54
20. I'm Falling in Love Tonight (take 6) - 1:56
21. They Remind Me Too Much Of You (take 6,7) - 2:44
22. Relax (takes 5,6,7) - 2:50
23. Happy Ending (takes 4,5,6) - 3:35
24. Take Me to the Fair (August master-from acetate) - 1:32

## Musicisti
- Elvis Presley - voce
- The Jordanaires - voce
- The Mello Men - cori
- Clifford Scott - sassofono
- Scotty Moore, Tiny Timbrell, Billy Strange - chitarra elettrica
- Dudley Brooks, Don Robertson - pianoforte, organo
- Ray Seigel - basso
- D. J. Fontana, Frank Carlson - batteria